# Lone Pine Koala Sanctuary
Koordinaten: 27° 31′ 59″ S, 152° 58′ 10″ O
Das Lone Pine Koala Sanctuary ist ein in der australischen Stadt Brisbane in Queensland befindlicher Zoo, der auf die Haltung von Koalas spezialisiert ist.

## Geschichte
Das Lone Pine Koala Sanctuary wurde 1927 von dem aus Queensland stammenden Naturschützer Claude Reid eröffnet. Dieser hatte erkannt, dass etwas unternommen werden musste, um Koalas, eine der bekanntesten Arten Australiens, zu schützen, da sie zur damaligen Zeit vielfach für den Pelzhandel getötet wurden. Reid eröffnete das Schutzgebiet zunächst mit lediglich zwei Koalas. Das Gelände wurde nach einer einzeln stehenden riesigen Neuguinea-Araukarie (Araucaria cunninghamii) (englisch: hoop pine) benannt, die nach wie vor am Ticketeingang steht. Der Baum wurde 1867 gepflanzt, als das Grundstück eine Baumwollfarm war. Im Laufe der Jahre wurden weitere Koalas sowie andere australische Tierarten angeschafft. 1974 erhielt der Zoo das erste Schnabeltier (Ornithorhynchus anatinus).
1989 wurde eine Bildungsabteilung auf dem Gelände eingerichtet. Im ersten Quartal 2009 stellte die Regierung von Queensland die Liste Queensland’s Q150 Icons zusammen, die Menschen, Orte und Ereignisse repräsentiert, die für die ersten 150 Jahre von Queensland von Bedeutung waren. Das Lone Pine Koala Sanctuary wurde in diese Liste aufgenommen.
Im Guinness-World-Records-Buch wird das Lone Pine Koala Sanctuary als ältestes noch existierendes Koala-Schutzzentrum aufgeführt.

## Anlagenkonzept und Tierbestand
Das Lone Pine Koala Sanctuary beherbergt nahezu ausschließlich Tiere, die in Australien vorkommen. Viele sind endemische Arten. Gezeigt werden neben den Koalas mehrere Känguruarten, Wombats, Gleithörnchen, Beutelteufel, Kurzschnabeligel, Flughunde, Dingos, Australische Nasenbeutler, Emus, Jägerlieste, Papageien- und Raubvogelarten sowie mehrere Reptilien und Amphibien. Die Tiere werden auf großen offenen Freianlagen oder in artgerecht eingerichteten Tierhäusern gehalten. Die größte Anlage ist die Free-Range Feeding, die die Besucher zu Fuß betreten können und ihnen einen direkten Kontakt zu den Tieren ermöglicht.

## Sonderprogramme

### Koala-Sonderprogramme
- Bis Ende Juni 2024 war es Besuchern möglich, ausgewählte an Menschen gewöhnte Koalas auf den Arm zu nehmen, mit ihnen zu kuscheln und sich dabei fotografieren zu lassen. Dies war gegen eine Gebühr und der Maßgabe verbunden, dass jeder Koala täglich dazu nicht länger als dreißig Minuten eingesetzt wurde. Die Gebühren für Souvenirfotos von Besuchern mit den Koalas dienten dazu, neue Tierunterkünfte, Forschungsprojekte und Eukalyptusplantagen zu finanzieren. Ab dem 1. Juli 2024 ist zwar nicht mehr erlaubt, Koalas auf den Arm zu nehmen, jedoch können die Besucher die Koalas weiterhin aus nächster Nähe betrachten, das weiche Fell berühren und Selfies machen.[3] Tierschutzgruppen hatten seit langem die Praxis, dass Besucher die Tiere in den Armen halten, kritisiert. Einige Besucher zeigten sich enttäuscht, dass das Kuscheln mit Koalas nicht mehr möglich sei, da dies der Hauptgrund für einen Besuch im Zoo war und sie zukünftig nicht mehr kommen würden. Erstaunlicherweise litten sogar einige Koalas unter dem fehlenden Kontakt zu Menschen. Dies hatte sich schon während der COVID-19-Pandemie gezeigt, als der Zoo für Besucher geschlossen war. Untersuchungen der Griffith University hatten ergeben, dass bei Tieren nach Ausbleiben des menschlichen Kontakts ein Ansteigen der Werte für das Stresshormon Cortisol festzustellen war.[5]
- Zwischen dem Brisbane Koala Science Institute, das im Lone Pine Koala Sanctuary angesiedelt ist, und dem Brisbane City Council besteht seit 2018 eine Partnerschaft, die die Zuchten von Koalas koordiniert sowie gemeinsam eine genetische Datenbank pflegt.
- Im Koala Forest, einer großen Koala-Anlage mit über 30 Koalas, können die Besucher jeweils am Vor- und Nachmittag der Fütterung der Koalas beiwohnen.
- In Gruppengesprächen werden die Besucher von wissenschaftlichen Mitarbeitern und Koala-Experten über die Besonderheiten der Lebensweise von Koalas aufgeklärt.[3]

### Fütterungs- und Showprogramme
- Besucher können die im Free-Range Feeding frei umherlaufenden Kängurus füttern und streicheln.
- Für Besucher besteht die Möglichkeit, Papageien mit speziell zubereiteten Nektarmahlzeiten zu füttern (Wild Lorikeet Feeding).
- Einmal am Tag gibt es eine Flugshow mit verschiedenen Arten von Greifvögeln, die ihre Fähigkeiten in Bezug auf Geschwindigkeit, Beweglichkeit, Jagdverhalten und Sehvermögen zeigen.
- Die Sheep Dog Show demonstriert die Fähigkeiten und Instinkte der Schafherdenhunde, während sie eine Schafherde zusammenhalten. Daneben werden Informationen zu Australiens Tradition bezüglich der Schafzucht vermittelt.[3]

## Bilder
Die nachfolgende Bildauswahl zeigt Tiere aus dem Lone Pine Koala Sanctuary:

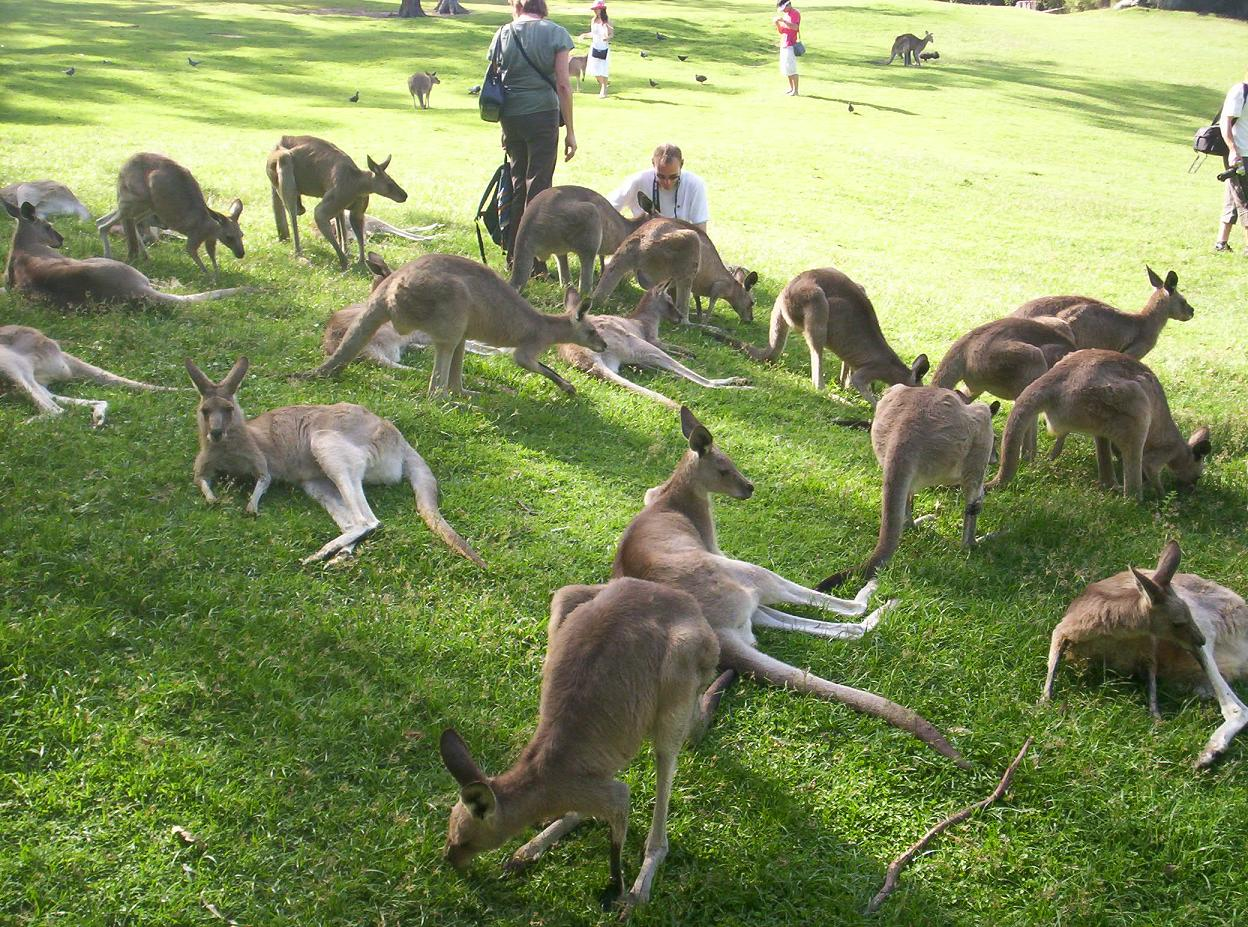
Kängurus mit Besuchern auf der Free-Range Feeding
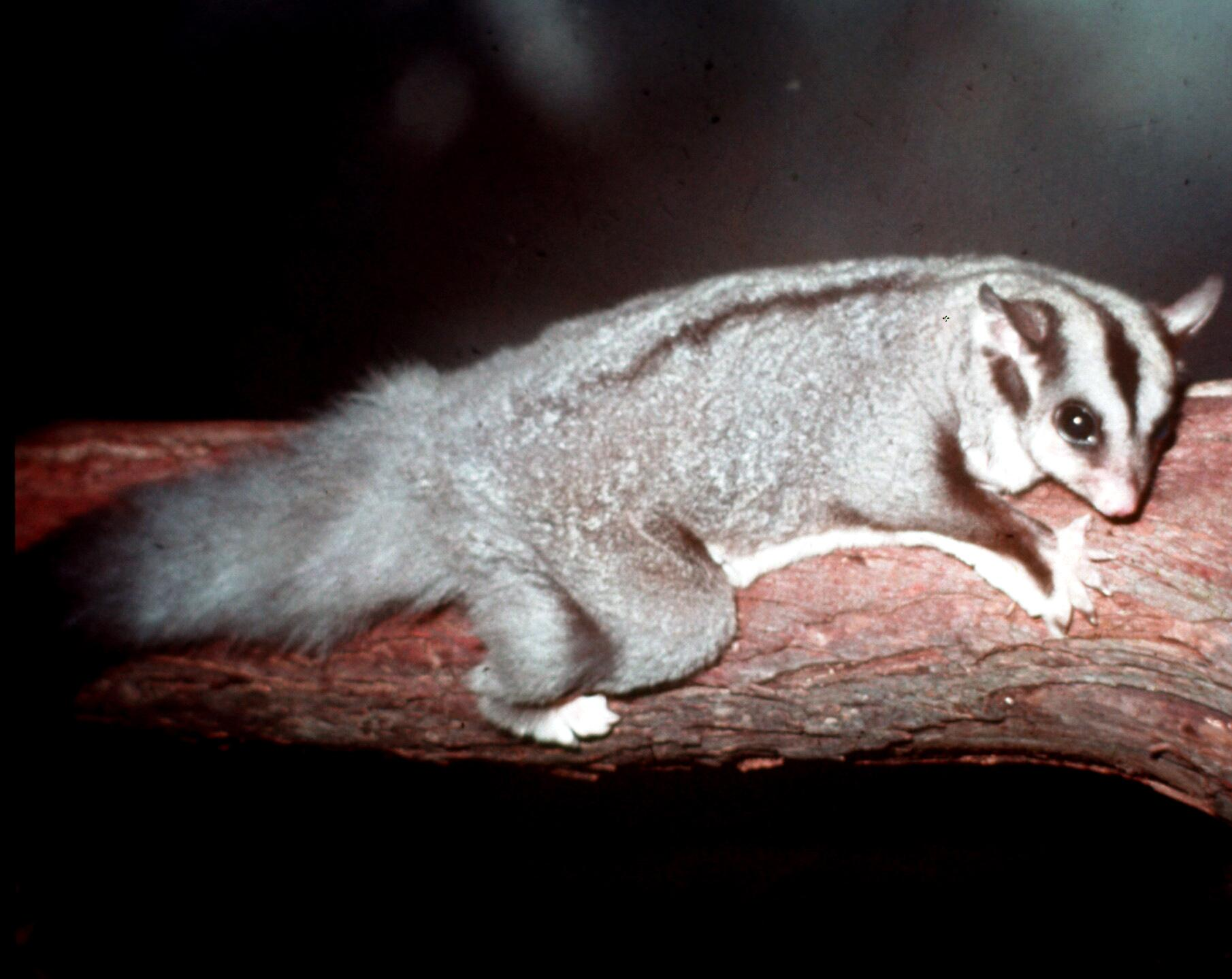
Mittlerer Gleithörnchenbeutler
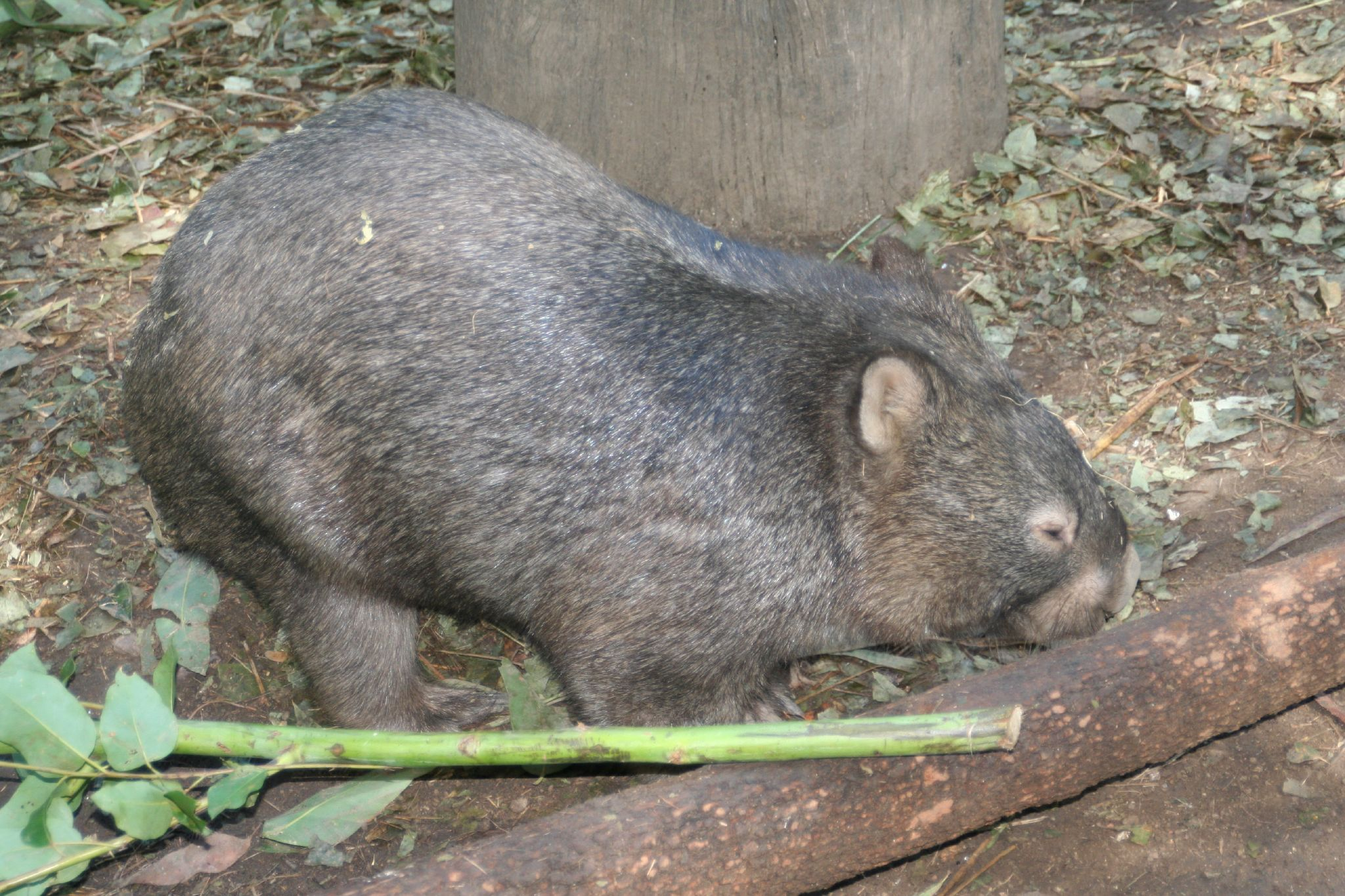
Nacktnasenwombat
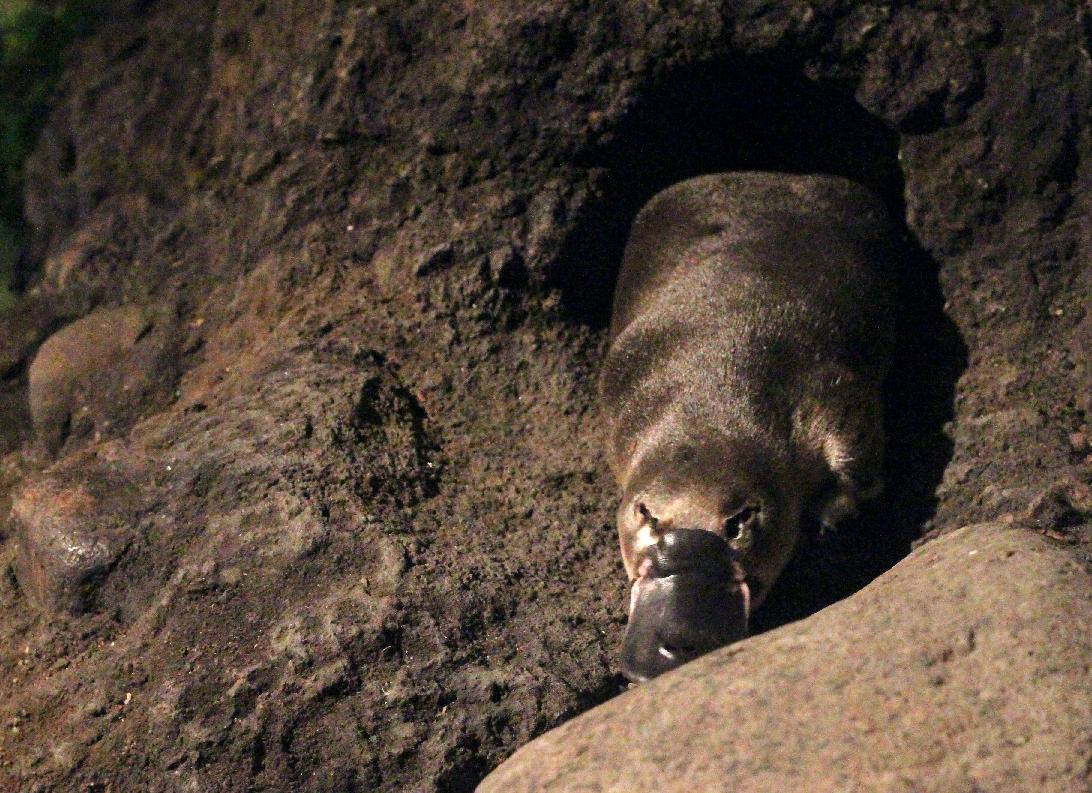
Schnabeltier
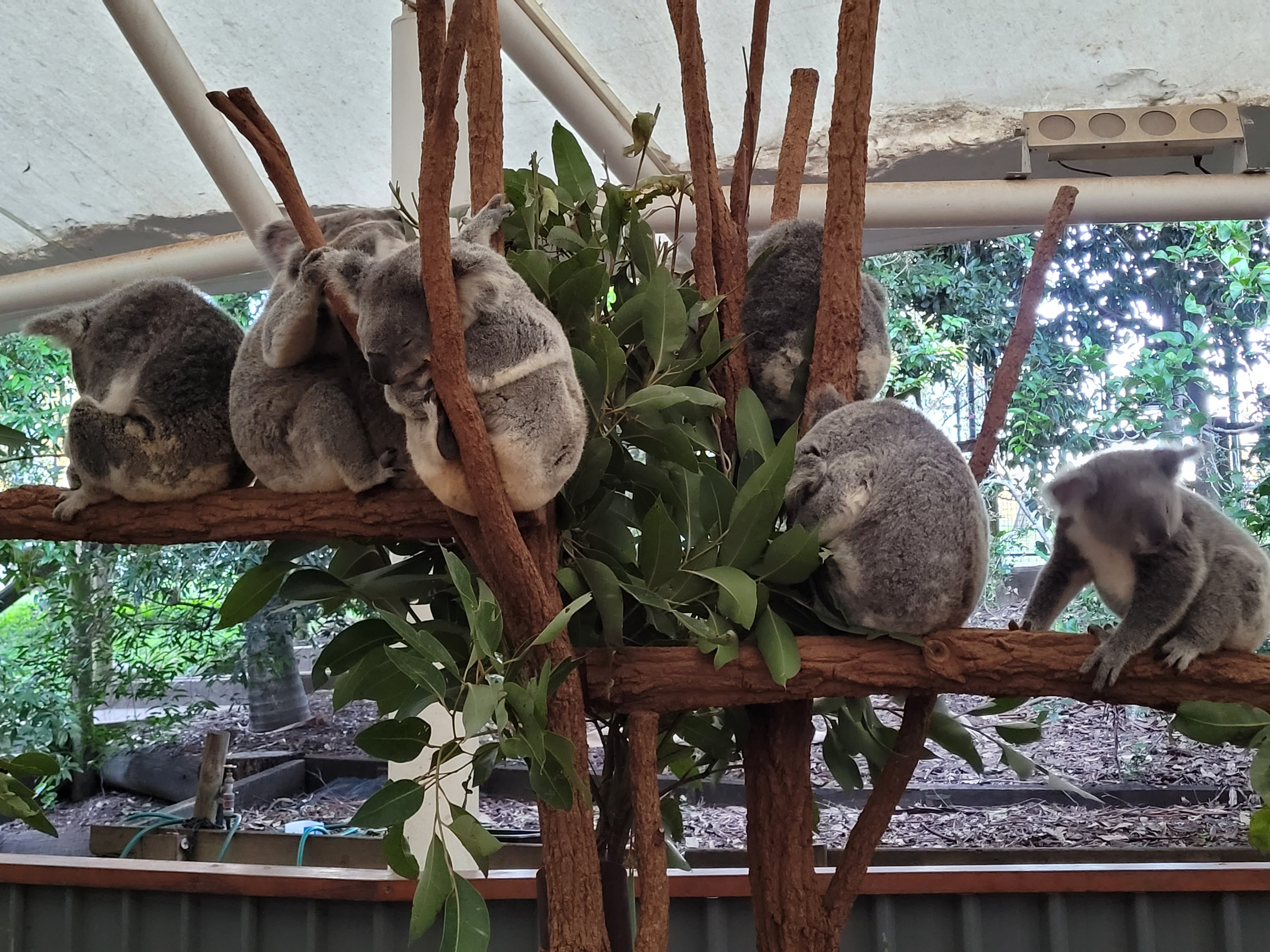
Koala-Gruppe